# 루크 영 (축구 선수)
루크 폴 영(Luke Paul Young, 1979년 7월 19일 ~ )은 잉글랜드 출신의 전 프로 축구 선수이다. 과거 오른쪽 풀백의 위치에서 주로 활약했다.